# Ла-Эстрелья (Колумбия)
Ла-Эстрелья (исп. La Estrella) — город и муниципалитет в Колумбии в составе департамента Антьокия. Он находится в 16 км от Медельина, столицы департамента и входит в его городскую агломерацию.

## Географическое положение

Муниципалитет Ла-Эстрелья

Город расположен в департаменте Антьокия, в 16 км от его столицы Медельина. Абсолютная высота — 1 310 метров над уровнем моря.

Площадь муниципалитета составляет 35 км².

## Население
По данным Национального административного департамента статистики Колумбии, совокупная численность населения города и муниципалитета в 2012 году составляла 59 398 человек.
Динамика численности населения города по годам:
| 2005   | 2006   | 2007   | 2008   | 2009   | 2010   | 2011   | 2012   |
| ------ | ------ | ------ | ------ | ------ | ------ | ------ | ------ |
| 52 563 | 53 550 | 54 517 | 55 497 | 56 464 | 57 437 | 58 414 | 59 398 |

Согласно данным переписи 2005 года мужчины составляли 48,6 % от населения города, женщины — соответственно 51,4 %. В расовом отношении белые и метисы составляли 97,2 % от населения города; негры — 2,8 %..
Уровень грамотности среди населения старше 5 лет составлял 94,2 %.